# The Rapture of the Nerds
The Rapture of the Nerds é um romance de 2012 de Cory Doctorow e Charles Stross.  Foi lançado em 4 de setembro de 2012 pela Tor Books e como um e-book, sob o CC BY-NC-ND. O livro também pode ser baixado gratuitamente.

## Sinopse
O romance é um conserto de duas novelas, "Jury Duty" e "Appeals Court", junto com uma nova terceira seção, "Parole Board". O livro, ambientado no final do século XXI, lança uma visão geral cômica da singularidade tecnológica pelos olhos de Huw, um membro tecnofóbico de um "Serviço do Júri Técnico" encarregado de determinar o valor de várias inovações tecnológicas e decidir se deve ou não lançá-las.